# Людвіг (фільм)
«Людвіг» (італ. Ludwig) — історичний художній фільм-драма режисера Лукіно Вісконті, що вийшов на екрани у 1972 році. Тривалість повної авторської версії фільму перевищує 4 години; існує декілька скорочених варіантів, які виходили в прокат. Стрічка отримала три премії «Давид ді Донателло» (за найкращий фільм, режисуру і спеціальний приз Гельмуту Бергеру за акторську гру), а також номінувалася на премію «Оскар» за найкращий дизайн костюмів (П'єро Тозі).

## Сюжет
У основі сюжету — життя короля Баварії Людвіга II, романтика і ідеаліста, одержимого любов'ю до музики Вагнера і будівництва казкових палаців і замків, і його зростаюча самотність. Глядач стає свідком ключових моментів життя Людвіга: коронації у 1864 році, платонічного кохання до австро-угорської імператриці Єлизавети Баварської (центральний жіночий персонаж фільму у виконанні Ромі Шнайдер), знайомства і дружби з композитором Ріхардом Вагнером (актор Тревор Говард). А ще — підступи аристократів і їх спроби усунути його з престолу, трагічне захоплення молодим актором Йозефом Кайнцем (актор Фолькер Бонет).

## В ролях
| Актор               | Роль                              |
| ------------------- | --------------------------------- |
| Гельмут Бергер      | Людвіг II Баварський              |
| Тревор Говард       | Ріхард Вагнер                     |
| Сільвана Мангано    | Козіма фон Бюлов                  |
| Герт Фрьобе         | отець Гофман                      |
| Ромі Шнайдер        | імператриця Єлизавета Австрійська |
| Гельмут Грім        | граф Дюркхайм                     |
| Ізабелла Телезінска | королева-мати                     |
| Умберто Орсіні      | граф фон Гольнштейн               |
| Джон Моулдер-Браун  | принц Отто                        |
| Соня Петрова        | Софі                              |
| Фолькер Бонет       | Йозеф Кайнц                       |
| Хайнц Моог          | професор Гудден                   |
| Адріана Асті        | Ліля фон Бульовскі                |
| Марк Порель         | Ріхард Хорніг                     |
| Нора Річчі          | графиня Іда Ференці               |
| Марк Бернс          | Ганс фон Бюлов                    |
| Мауриціо Бонулья    | бургомістр                        |

## Факти
- Роль імператриці Єлизавети Баварської для Ромі Шнайдер була не першою в її акторській кар'єрі: до цього вона зіграла Єлизавету у австрійському фільмі 1955 року «Сіссі».